# Limfangitis
Limfangitis je akutna bakterijska okužba (po navadi s streptokoki) mezgovnic (limfnih žil). Bakterije vstopijo v mezgovnice skozi odrgnino ali kakšno drugo rano na koži, lahko pa tudi  iz obstoječe okužbe (npr. celulitis). Večje tveganje da zbolijo, imajo tisti z limfedemom.
Limfangitis se kaže kot rdeče, nepravilne, tople in občutljive rdeče proge na koži. Potekajo od mesta vstopa bakterij (rana, okužba) do regionalnih bezgavk. Regionalne bezgavke so tipično povečane in občutljive. Lahko se pojavijo tudi sistemski znaki, kot so vročina, mrzlica, pospešeno bitje srca (tahikardija) in glavobol. Pogosto je tudi zvišano število levkocitov v krvi (levkocitoza). Bakterije lahko vdrejo v kri (bakteriemija). Redkeje lahko pride do celulitisa, odmiranja tkiva (nekroze) in razjed vzdolž prizadetih mezgovnic.
Diagnoza se postavi glede na tipičen izgled (je klinična). Izolacija povzročitelja  po navadi ni  potrebna. Večina primerov se hitro pozdravi ob dajanju antibiotikov, ki delujejo proti streptokokom.